# Никологорская волость
Николого́рская во́лость — нижняя административно-территориальная единица в составе Вязниковского уезда Владимирской губернии Российской империи и СССР. Волостной центр — село Никологоры (Никологорский погост). Существовала в 1861-1929 годах. Ныне территория Вязниковского и Гороховецкого районов Владимирской области России.

## История
Упразднена в 1929 году.

## Состав
По данным на 1913 год входили 38 населённых пункта
- Абросимова
- Алёшинская
- Афонинская
- Берёзовка
- Большое Путятино
- Бурково
- Васькино = Васильки ?
- Воронино
- Гладнево
- Горелое Филисово
- Гуляиха
- Деминское (Деминская)
- Ерофеево (Ерофеева)
- Завражное Филисово
- Иваньково
- Коломиха
- Копылиха
- Коровино
- Крапивново
- Коротиха
- Лапино
- Лисиха
- Малое Филисово (Малое Фелисово)
- Михалево (Михалева)
- Михалишки
- Наместово (Наместова)
- Никологоры (Никологорский погост) — волостной центр
- Проскуряково (Проскурякова)
- Путятино
- Селифаново (Селифоново)
- Синяткино
- Степково
- Суволока
- Франская (Фронская)
- Харино
- Холщево
- Чёрная Гора
- Шереметьево (Шереметьева)
- Ям

### С 1926 года
Из упразднённой Ждановской волости Вязниковского уезда перешли:
- Арменово
- Бородино
- Васенино
- Веретеньково
- Глинищи
- Головастово
- Горшково
- Денисово
- Дубово
- Ждановка
- Желобово (ныне Жолобово)
- Захаровка
- Зверевка
- Зеленцово
- Каменово
- Климовская
- Кузьмино
- Митинская
- Мочалищи
- Никитино
- Новишки
- Новосемёновка
- Палково
- Паустово
- Роговская
- Ромашёво
- Сафонеево
- Стряпково
- Татаринцево (ныне Лесное Татаринцево)
- Тураково
- Успенский Погост — волостной центр
- Холуй (ныне Октябрьская)
- Хотиловка